# Point Me at the Sky
«Point Me at the Sky» es el quinto sencillo lanzado en Reino Unido de la banda británica Pink Floyd, lanzado el 17 de diciembre de 1968. Este sencillo no fue lanzado en los Estados Unidos. Sin embargo, fue distribuido por Capitol Records en Canadá.
La canción es una composición muy temprana de Roger Waters y David Gilmour. Las letras describen a un personaje, Henry McLean, quien invita a su novia Jean a dar un paseo en su nueva máquina voladora. Los dos intentan escapar en un futuro imaginario (el 2005) en donde la sobrepoblación y la falta de comida dominan. Debido a que la calidad de grabación era marginal, es difícil para los fanáticos en tener una interpretación precisa de la ciencia ficción, como de las letras. Musicalmente la canción es una pieza psicodélica, similar a "The Nile Song", que sería el próximo sencillo del grupo.
El sencillo no logró mucho en las listas de éxitos, y por esta razón Pink Floyd no realizó otro en Reino Unido hasta Another Brick in the Wall en 1979, del álbum The Wall. Su lado B, "Careful With That Axe, Eugene", se hizo mucho más popular conforme al paso del tiempo. El lado A se ha convertido desde entonces, en la más oscura de todas las grabaciones oficiales de Pink Floyd. Fue dejado fuera de la colección Relics, de 1971, y no fue relanzado hasta la colección The Early Singles, de 1992, un CD que venía adicional a la caja recopilatoria Shine On.
Hay también una interpretación diferente de la canción grabada para la BBC, pero nunca fue lanzada oficialmente. Un filme promocional fue hecho para la grabación, en el cual el grupo posó con gafas, parados al lado de un antiguo avión de 1920. Fotos de este material fueron incluidas con el sencillo de Reino Unido y en la imagen de una versión en funda distribuida en Europa. Tomas similares se tomaron para el arte del LP A Nice Pair y el libreto para el CD remasterizado en 1992 de A Saucerful of Secrets.
La canción se reinterpretó en 1982 por el grupo Acid Casualties de Los Ángeles, que incluía al guitarrista Robbie Krieger de The Doors. El álbum Panic Station fue un temprano lanzamiento de Rhino Records.

## Personal
- David Gilmour - Guitarra y voz.
- Roger Waters - Bajo y voz.
- Richard Wright - Teclado, órgano y coros.
- Nick Mason - Batería y percusión.